# Луангпхабанг (аэропорт)
Международный аэропорт Луангпхабанг (лаос. ສະຫນາມບິນສາກົນຫຼວງພະບາງ) (ИАТА: LPQ, ИКАО: VLLB) — один из пяти международных аэропортов Лаоса, расположенный в 4 км (2,5 миль) от центра города Луангпхабанг. Будучи основным узлом для международных и внутренних перелётов в Бангкок, Чиангмай, Сиемреап, Вьентьян и другие города региона, аэропорт является вторым по загруженности аэропортом Лаоса.
Покрытие старой 2200-метровой взлётной полосы выполнено из асфальта, а новой полосы длиной 2500 метров — из асфальтобетона. В 2011 году была проведена модернизация инфраструктуры аэропорта, после чего значительно уменьшилась опасность столкновения воздушных судов с элементами местного горного рельефа. Аэропорт обслуживает пассажирские рейсы авиакомпаний AirAsia, Bangkok Airways, Vietnam Airlines, Thai Airways, Lao Airlines, Lao Skyway и Lao Central Airlines.